# Амелия Лейхтенбергская
Амелия Богарне герцогиня Лейхтенбергская (Амелия Августа Евгения Наполеона Богарне; фр. Amélie Auguste Eugénie Napoléone de Leuchtenberg;порт. Amélia Augusta Eugênia Napoleão de Beauharnais de Leuchtenberg 31 июля 1812, Милан, Королевство Италия — 26 января 1873, Лиссабон, Королевство Португалия) — вторая супруга императора Бразилии Педру I.

## Биография
Амелия Богарне была четвёртой дочерью Евгения Богарне и Августы Баварской. По отцовской линии — внучка императрицы Франции Жозефины и её первого супруга виконта Александра де Богарне. По линии матери — короля Баварии Максимилиана I и Августы Вильгельмины Гессен-Дармштадтской. После второго брака Жозефины Евгений был усыновлён Наполеоном и стал именоваться принцем Империи. В 1817 году после свержения императора он получил от своего тестя титулы герцога Лейхтенбергского и князя Эйхштедтского.
Детство и юность Амелия провела в Мюнхене.
В 1826 году скончалась первая супруга императора Бразилии Педру I, и уже в следующем начались поиски невесты. Маркиз де Барбасена посетил многие европейские королевские семьи и выбрал принцессу Амелию, благодаря её молодости и красоте. 30 июня 1829 года был подписан брачный контракт, а 2 августа состоялась брачная церемония по доверенности, после которой она отправилась в Бразилию. Сопровождал сестру герцог Август (позднее ставший мужем её падчерицы Марии). Ещё одна свадебная церемония Амелии и Педру состоялась два месяца спустя, 17 октября, в Рио-де-Жанейро. В честь бракосочетания Педро I учредил Императорский орден Розы.
Из-за вспыхнувшего восстания Педру I был вынужден отречься от трона Бразилии 7 апреля 1831 года в пользу сына Педру и уехать в Европу. Амелия поселилась в Париже, где родилась её единственная дочь — Мария Амелия. Годы брака императрицы были омрачены и ожесточённой борьбой её супруга с братом Мигелом за трон Португалии. Лишь в августе 1834 года кортесы провозгласили её падчерицу Марию королевой, а Педру — регентом. Но уже 24 сентября Педру I скончался.
После смерти супруга Амелия посвятила себя благотворительности и воспитанию дочери. Из-за болезни Марии Амелии туберкулёзом, императрица была вынуждена отплыть на фрегате Dom Fernando II e Glória на Мадейру в поисках благоприятного климата, но это не спасло принцессу, и она скончалась 4 февраля 1853 года в возрасте 22 лет.
Амелия Лейхтенбергская вернулась в Лиссабон, где и скончалась 26 января 1873 года. В 1982 году её останки были перезахоронены в Бразилии рядом с мужем и его первой супругой.

## В искусстве
Амелия Лейхтенбергская является персонажем романа бразильского писателя Ivanir Calado Imperatriz no Fim do Mundo: Memórias Dúbias de Amélia de Leuchtenberg (1997) и была воплощена на экране:
- Мария Клаудиа — в фильме «Independência ou Morte» (1972)
- Сида Маркеш — в мини-сериале «Entre o Amor e a Espada» (2001)
- Клаудиа Абреу — в мини-сериале «O Quinto dos Infernos» (2002)